# Stora Karlsö
Stora Karlsö er en ø i Gotlands kommune i Gotlands län i Sverige, beliggende cirka seks kilometer ud for Gotlands vestkyst. Øen strækker sig 1,5 km fra nord mod syd og 2 km fra øst mod vest. Stora Karlsö er et naturreservat og øen er, efter Yellowstone National Park i USA, verdens næstældste naturbeskyttede område. Øen er blandt andet kendt for sit rige fugleliv og de mange orkidéer. Der sejler båd til øen fra Klintehamn på Gotland i månederne fra maj til september. På øen findes der restaurant, vandrerhjem og mulighed for at overnatte i det gamle fyrtårn.